# یوان زوما
یوان زوما (انگلیسی: Yoan Zouma؛ زادهٔ ۶ مهٔ ۱۹۹۸) بازیکن فوتبال اهل فرانسه است.
از باشگاه‌هایی که در آن بازی کرده‌است می‌توان به باشگاه فوتبال بولتون واندررز و باشگاه فوتبال بارو اشاره کرد.